# Штанко, Катерина Владимировна
Катерина Владимировна Штанко (укр. Штанко Катерина Володимирівна; род. 24 июля 1951, Симферополь, РСФСР, СССР) — украинская художница-график и писательница. Заслуженный художник Украины (2018).

## Биография
Катерина Владимировна Штанко родилась в Симферополе (СССР) в 1951 году. В 1969—1973 годах училась в Крымском художественном училище. В 1973—1979 году продолжила обучение на базе Киевского государственного художественного института (Украинской Академии Искусств), ректор — профессор В. З. Бородай. В 1979—1983 году обучалась в аспирантуре при Академии Изобразительных искусств (Академические художественные мастерские). В 1985 году Катерина Штанко принята в Национальный союз художников Украины (член Национального союза художников Украины). С 1999 года работала над заказами издательства «Марка Украины».
Катерина Штанко — автор и иллюстратор нескольких десятков иллюстрированных книг для детей, участница и победитель ряда республиканских, всесоюзных и международных выставок. В годы своей активной деятельности сотрудничала с издательствами «А-ба-ба-га-ла-ма-га», «Веселка», «Дніпро», «Грані-Т», «Видавництво Старого Лева», «Марка України» и другими.

## Работы

### Книга для детей
В 2014 году издательство «А-ба-ба-га-ла-ма-га» выпустило в свет книгу «Драконы, вперёд!», автором и иллюстратором которой является Катерина Штанко. Иллюстрированная книга была благосклонно воспринята как читателями, так и критиками: 12 декабря 2014 года автор книги удостоена награды «Детская книга года ВВС».

### Почтовые марки
Катерина Штанко создала несколько коммеморативных (памятных или художественных) почтовых марок Укрпочты, среди них марочный лист «Цветы Украины» (2000), а также седьмой серии стандартных почтовых марок Украины (2007—2011 года), которая была представлена 15-ю знаками почтовой оплаты номиналом от 0,10 до 2,00 гривен, а также литерным индексом вместо номинала: «Ж», «Є», «N», «P» и «R».
Порядок следования элементов в таблице соответствует номеру по каталогу марок Украины на официальном сайте Укрпочты (укр. КМД УДППЗ «Укрпошта»), в скобках приведены номера по каталогу «Михель».
| Почтовые марки Укрпочты (художник Катерина Штанко). | Почтовые марки Укрпочты (художник Катерина Штанко). | Почтовые марки Укрпочты (художник Катерина Штанко). | Почтовые марки Укрпочты (художник Катерина Штанко). | Почтовые марки Укрпочты (художник Катерина Штанко). | Почтовые марки Укрпочты (художник Катерина Штанко). | Почтовые марки Укрпочты (художник Катерина Штанко). |
| № по каталогу | Изображение                                         | Описание и источники | Номинал                                             | Дата выпуска                                        | Тираж                                               | Художник                                            |
| --- | --------------------------------------------------- | --- | --------------------------------------------------- | --------------------------------------------------- | --------------------------------------------------- | --------------------------------------------------- |
| № 254 (Mi #314) |                                                     | Бджола с укр. — «Пчела» | 0,30 гривны                                         | 7 августа 1999 года                                 | 200 000                                             | Катерина Штанко                                     |
| № 276 (Mi #335) № 277 (Mi #336) № 278 (Mi #337) № 279 (Mi #338) № 280 (Mi #339)                                                                                 |                                                     | Блок «Гриби»: Опеньки; Свинухи; Гливи; Лисички; Печериці с укр. — «Блок «Грибы»: - Опята (Armillariella mellea) - Свинушки (Paxillus atrotomentosus) - Вёшенки (Pleurotus ostreatus) - Лисички (Cantharellus cibarius) - Шампиньоны (Agaricus campester)»   | 0,30 0,40 0,60 гривны                               | 15 декабря 1999 года                                | 50 000                                              | Катерина Штанко                                     |
| № 283 (Mi #342) |                                                     | З новим 2000 роком' з купоном с укр. — ««С Новым 2000 годом!» с купоном» | 0,50 гривны                                         | 18 декабря 1999 года                                | 200 000                                             | Катерина Штанко                                     |
| № 305 (Mi #365) |                                                     | Оксана Петрусенко с укр. — «Оксана Петрусенко» | 0,30 гривны                                         | 11 февраля 2000 года                                | 200 000                                             | Катерина Штанко                                     |
| № 311 (Mi #371) № 312 (Mi #372) № 313 (Mi #373) № 314 (Mi #374) № 315 (Mi #375) № 316 (Mi #376)                                                                 |                                                     | Блок «Писанки»: Поділля; Чернігівщина; Київщина; Одещина; Гуцульщина; Волинь с укр. — «Блок «Писанки»: - Подолье - Черниговщина - Киевщина - Одещина - Гуцульщина - Волынь»                                                                                 | 0,30 0,70 гривны                                    | 28 апреля 2000 года                                 | 50 000                                              | Катерина Штанко                                     |
| № 346 (Mi #405) № 347 (Mi #406) № 348 (Mi #407) № 349 (Mi #408) № 350 (Mi #409) № 351 (Mi #410) № 352 (Mi #411) № 353 (Mi #412) № 354 (Mi #413) № 355 (Mi #414) |                                                     | Блок «Квіти»: - Чорнобривці - Ромашка - Мальва - Мак - Барвінок - Волошка синя - Кручені паничі - Лілея - Півонія - Дзвоники с укр. — «Блок «Цветы»: - Бархатцы - Ромашка - Мальва - Мак - Барвинок - Василёк синий - Ипомея - Лилия - Пион - Колокольчики» | 0,30 гривны                                         | 6 октября 2000 года                                 | 50 000                                              | Катерина Штанко                                     |
| Блок 27 № 387 (Mi #447) № 388 (Mi #448) № 389 (Mi #449) № 390 (Mi #450) № 391 (Mi #451) № 392 (Mi #452)                                                         |                                                     | Блок (малий аркуш) «Бджільництво»: Збір пилку Апітерапія Робоча бджола Бджолина матка Вулик Трутень с укр. — «Блок (малый лист) «Пчеловодство»: - Сбор пыльцы - Апитерапия - Рабочая пчела - Пчелиная матка - Улей - Трутень»                               | 0,50 гривны                                         | 22 мая 2001 года                                    | 50 000                                              | Катерина Штанко                                     |
| № 413 (Mi #473) |                                                     | Новий рік с укр. — «Новый год» | 0,30 гривны                                         | 23 ноября 2001 года                                 | 500 000                                             | Катерина Штанко                                     |
| № 438 (Mi #498) |                                                     | Руслан Пономарьов — 16-й чемпіон світу з шахів. с укр. — «Руслан Пономарёв — 16-й чемпион мира по шахматам» | 3,50 гривны                                         | 29 марта 2002 года                                  | 200 000                                             | Катерина Штанко                                     |
| № 513 (Mi #573) |                                                     | Блок «Володимир Мономах». с укр. — «Блок «Владимир Мономах»». | 3,50 гривны                                         | 28 мая 2003 года                                    | 100 000                                             | Катерина Штанко                                     |
| № 546 (Mi #606) |                                                     | «З Новим Роком!». с укр. — «С Новым годом!». | 0,45 гривны                                         | 25 ноября 2003 года                                 | 220 000                                             | Катерина Штанко                                     |
| № 601 (Mi #657) |                                                     | «Марія Заньковецька (1854—1934)». с укр. — «Заньковецкая, Мария Константиновна (1854—1934)». | 0,45 гривны                                         | 23 июля 2004 года                                   | 200 000                                             | Катерина Штанко                                     |
| № 779 (Mi #821) № 780 (Mi #822) |                                                     | Зчіпка «День Святого Миколая»: Діти і янгол; Святий Миколай з янголами. с укр. — «Сцепка „День святого Николая“: - Дети и ангел; - Святой Николай с ангелами».                                                                                              | 0,70 гривны                                         | 17 ноября 2006 года                                 | 200 000                                             | Катерина Штанко                                     |
| № 872 (Mi #914) № 873 (Mi #915) |                                                     | Зчіпка «З Новим роком та Різдвом Христовим!». с укр. — «Сцепка „С Новым годом и Рождеством Христовым!“». | 0,70 гривны                                         | 16 ноября 2007 года                                 | 270 000                                             | Катерина Штанко                                     |
| № 874 (Mi #916) |                                                     | Власна марка з купоном «З Новим роком! З Різдвом Христовим!». с укр. — «Собственная марка с купоном „С Новым годом! С Рождеством Христовым!“». | 1,00 гривна                                         | 23 ноября 2007 года                                 | 100 000                                             | Катерина Штанко                                     |
| № 790 (Mi #847) |                                                     | «Горщики-двійнята». с укр. — «Горшочки-двойняшки». | 0,01 гривны                                         | 14 апреля 2007 года                                 | массовый                                            | Катерина Штанко                                     |
| № 791 (Mi #848) |                                                     | «Коник». с укр. — «Лошадка». | 0,03 гривны                                         | 14 апреля 2007 года                                 | массовый                                            | Катерина Штанко                                     |
| № 792 (Mi #832) |                                                     | «Свищик». с укр. — «Свистулька». | 0,05 гривны                                         | 16 марта 2007 года                                  | массовый                                            | Катерина Штанко                                     |
| № 793 (Mi #849) |                                                     | «Дзбанок». с укр. — «Кувшинчик». | 0,10 гривны                                         | 14 апреля 2007 года                                 | массовый                                            | Катерина Штанко                                     |
| № 794 (Mi #833) |                                                     | «Прядка». с укр. — «Прялка». | 0,50 гривны                                         | 26 января 2007 года                                 | массовый                                            | Катерина Штанко                                     |
| № 795 (Mi #834) |                                                     | «Сулія». с укр. — «Бутыль». | 0,60 гривны                                         | 26 января 2007 года                                 | массовый                                            | Катерина Штанко                                     |
| № 796 (Mi #835) |                                                     | «Куманець». с укр. — «Куманец». | 0,70 гривны                                         | 16 марта 2007 года                                  | массовый                                            | Катерина Штанко                                     |
| № 797 (Mi #836) |                                                     | «Ківш». с укр. — «Ковш». | 0,85 гривны                                         | 26 января 2007 года                                 | массовый                                            | Катерина Штанко                                     |
| № 798 (Mi #850) |                                                     | «Глечик». с укр. — «Кувшин». | 1,00 гривна                                         | 6 апреля 2007 года                                  | массовый                                            | Катерина Штанко                                     |
| № 799 (Mi #837) |                                                     | «Куманець». с укр. — «Куманец». | 2,00 гривны                                         | 16 марта 2007 года                                  | массовый                                            | Катерина Штанко                                     |
| № 800 (Mi #851) |                                                     | «Свічник». с укр. — «Подсвечник». | N                                                   | 6 апреля 2007 года                                  | массовый                                            | Катерина Штанко                                     |
| № 801 (Mi #852) |                                                     | «Бичок». с укр. — «Бычок». | Ж                                                   | 6 апреля 2007 года                                  | массовый                                            | Катерина Штанко                                     |
| № 802 (Mi #853) |                                                     | «Каламар». с укр. — «Чернильница». | Є                                                   | 14 апреля 2007 года                                 | массовый                                            | Катерина Штанко                                     |
| № 803 (Mi #838) |                                                     | «Кварта». с укр. — «Кварта». | R                                                   | 16 марта 2007 года                                  | массовый                                            | Катерина Штанко                                     |
| № 804 (Mi #839) |                                                     | «Лялька». с укр. — «Кукла». | P                                                   | 16 марта 2007 года                                  | массовый                                            | Катерина Штанко                                     |
| № 1042 (Mi #1084) № 1043 (Mi #1085) |                                                     | Зчіпка з двох марок Європа 2010. «Дитячі книжки»: «Кобиляча голова»; «Золотий черевичок». с укр. — «Сцепка из двух марок Европа 2010. «Детские книги»: - «Лошадиная голова»; - «Золотой башмачок»».                                                         | 2,20 3,30 гривны                                    | 30 апреля 2010 года                                 | 160 000                                             | Катерина Штанко                                     |
| № 1044 (Mi #1086) № 1045 (Mi #1087) |                                                     | Буклет з двох марок Європа 2010. «Дитячі книжки»: «Кобиляча голова»; «Золотий черевичок». с укр. — «Буклет из двух марок Европа 2010. «Детские книги»: - «Лошадиная голова»; - «Золотой башмачок»».                                                         | 2,20 3,30 гривны                                    | 30 апреля 2010 года                                 | 25 000                                              | Катерина Штанко                                     |
| № 1067 (Mi #1109) |                                                     | «Горшки-двійнята», з наддруком нового номіналу «2,00». с укр. — «Горшочки-двойняшки с надпечаткой нового номинала „2,00“». | 2,00 гривны                                         | 6 октября 2010 года                                 | массовый                                            | Катерина Штанко                                     |
| № 1068 (Mi #1110) |                                                     | «Коник», з наддруком нового номіналу «1,50». с укр. — «Лошадка с надпечаткой нового номинала „1,50“». | 1,50 гривны                                         | 6 октября 2010 года                                 | массовый                                            | Катерина Штанко                                     |
| № 1101 (Mi #1143) |                                                     | «Кисет». с укр. — «Кисет». | 1,90 гривны                                         | 7 июня 2011 года                                    | массовый                                            | Катерина Штанко                                     |
| № 1102 (Mi #1144) |                                                     | «Порохівниця». с укр. — «Пороховница». | 2,20 гривны                                         | 7 июня 2011 года                                    | массовый                                            | Катерина Штанко                                     |
| № 1103 (Mi #1145) |                                                     | «Бандура». с укр. — «Бандура». | 6,00 гривен                                         | 7 июня 2011 года                                    | массовый                                            | Катерина Штанко                                     |
| № 1104 (Mi #1146) |                                                     | «Супниця». с укр. — «Супница». | 7,00 гривен                                         | 7 июня 2011 года                                    | массовый                                            | Катерина Штанко                                     |
| № 1379 (Mi #1423) |                                                     | Серія «Колекція сукулентних рослин та кактусів НБС ім. М. М. Гришка»: Гімнокаліціум анізіціі (Gymnocalycium anisitsii). с укр. — «Коллекция суккулентных растений и кактусов НБС им. Н. Н. Гришко: - Гимнокалициум анизиции (Gymnocalycium anisitsii)».     | 2,00 гривны                                         | 15 августа 2014 года                                | 163 000                                             | Катерина Штанко                                     |
| № 1380 (Mi #1424) |                                                     | Серія «Колекція сукулентних рослин та кактусів НБС ім. М. М. Гришка»: Опунція мікродазіс (Opuntia microdasys). с укр. — «Коллекция суккулентных растений и кактусов НБС им. Н. Н. Гришко: - Опунция мелковолосистая (Opuntia microdasys)».                  | 2,50 гривны                                         | 15 августа 2014 года                                | 163 000                                             | Катерина Штанко                                     |
| № 1381 (Mi #1425) |                                                     | Серія «Колекція сукулентних рослин та кактусів НБС ім. М. М. Гришка»: Пілозоцереус Палмера (Pilosocereus palmeri). с укр. — «Коллекция суккулентных растений и кактусов НБС им. Н. Н. Гришко: - Пилозоцереус Пальмера (Pilosocereus palmeri)».              | 3,30 гривны                                         | 15 августа 2014 года                                | 163 000                                             | Катерина Штанко                                     |
| № 1382 (Mi #1426) |                                                     | Серія «Колекція сукулентних рослин та кактусів НБС ім. М. М. Гришка»: Граптопеталум белум (Graptopetalum bellum). с укр. — «Коллекция суккулентных растений и кактусов НБС им. Н. Н. Гришко: - Граптопеталум красивый (Graptopetalum bellum)».              | 4,80 гривны                                         | 15 августа 2014 года                                | 163 000                                             | Катерина Штанко                                     |

## Награды

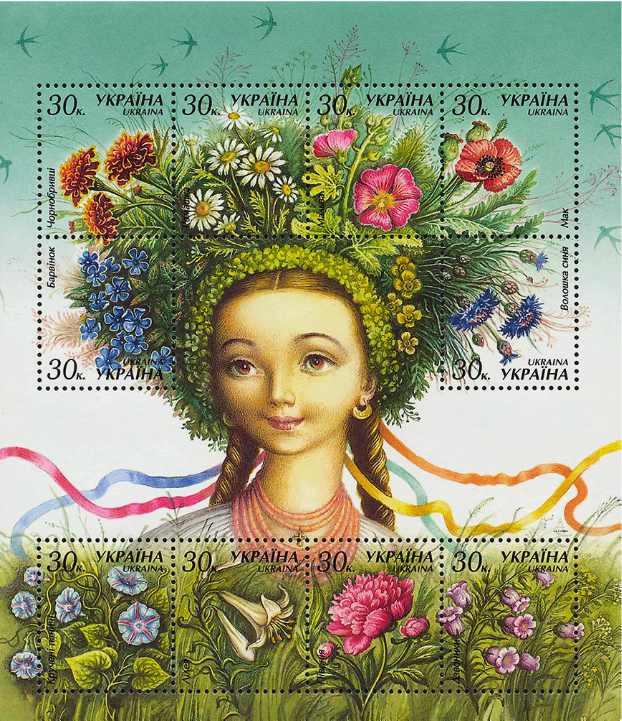
Марочный лист «Цветы Украины» (2000)

- В 1980 году иллюстрации к книге Шарля Перро «Золушка» удостоены Диплома первой степени Украинского республиканского конкурса книжной графики[5].
- В 1981 году иллюстрации к роману Марии Пригары «Михайлик джура козацький» удостоены Диплома второй степени Украинского республиканского конкурса книжной графики[5].
- В 1981 году иллюстрации к книге «Норвежские народные сказки» награждены Специальным дипломом Всесоюзного конкурса книжной графики[5].
- В 1983 году иллюстрации к сборнику стихов Т. Шевченко «Мені тринадцятий минало» удостоены Диплома первой степени Украинского республиканского конкурса книжной графики[5].
- В 2000 году серия почтовых марок Укрпочты «Цветы Украины» награждена Всемирным кубоком почтовых марок[5].
- В 2001 году серия почтовых марок Укрпочты «Цветы Украины» награждена Премией Международного общества филателистов «За лучшую почтовую марку 10-летия»[5].
- В 2003 году иллюстрации к книге «100 сказок» (обложка, форзац и 14 иллюстраций) получили Первую премию конкурса «Книга года»[5].
- В 2004 году Штанко признана автором лучшей серии почтовых марок Укрпочты «Цветы Украины», за что была награждена Премией Международной художественной почтовой филателистической организации имени Георгия Нарбута[5].
- В 2014 году написала и проиллюстрировала книгу «Драконы, вперёд!», которая удостоена награды «Детская книга года ВВС»[4][7].

## Комментарии
1. ↑  Литерный номинал «N» соответствует тарифу на пересылку простого почтового отправления, массой до 20 грамм за пределы Украины наземным транспортом[40]. Литерный номинал «N» эквивалентен $ 0,60[41].
2. ↑  Литерный номинал «Ж» эквивалентен $ 1,00[41].
3. ↑  Литерный номинал «Є» эквивалентен $ 0,70[41].
4. ↑  Литерный номинал «R» эквивалентен $ 0,90[41].
5. ↑  Литерный номинал «P» эквивалентен $ 2,00[41].

## Интервью
- Наталя Дмитренко «Катерина Штанко: Я думаю про абсолютно незрозумілі дорослим речі — луску на хвості русалки і котів Баби-Яги» Архивная копия от 7 декабря 2017 на Wayback Machine («Україна молода») (укр.)
- Тарас Головко «Про що розповідають сни Андерсена?» (Газета «День» 18 июня 2010) (укр.)
- Олекса Шкатов «Де живуть українські дракони» (Comments.ua, 17 декабря 2014) Архивная копия от 7 декабря 2017 на Wayback Machine (укр.)